# 로드아일랜드주의 통계 지구

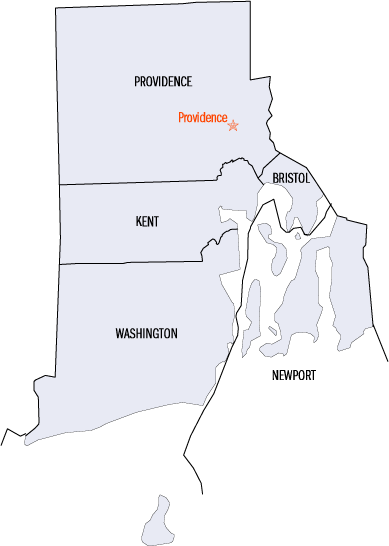
로드아일랜드 주의 군들

로드아일랜드의 주기

로드아일랜드의 통계 지구(Rhode Island Statistical Area)는 로드아일랜드 주에 있는 통계 지구이다.

## 범례
| 범례      | 의미                                         |
| --------- | -------------------------------------------- |
|           | 뉴햄프셔에 속하는 지역                       |
|           | 매사추세츠에 속하는 지역                     |
|           | 코네티컷에 속하는 지역                       |
|           | 2개의 주 이상에 걸친 지역(로드아일랜드 해당) |
| 초록 글씨 | 다른 주에 속하는 지역의 인구 수              |
| 파란 글씨 | 로드아일랜드와 다른 주에 걸친 지역의 인구 수 |

## 배치도
| 복합 통계 지구                | 인구                | 핵심 기반 통계 지구         | 인구                | 군           | 인구      |
| ----------------------------- | ------------------- | --------------------------- | ------------------- | ------------ | --------- |
| 보스턴-우스터-프로비던스 지구 | 8,287,710 1,059,361 | 보스턴-케임브리지-뉴턴 지구 | 4,873,019           | 미들섹스     | 1,611,699 |
| 보스턴-우스터-프로비던스 지구 | 8,287,710 1,059,361 | 보스턴-케임브리지-뉴턴 지구 | 4,873,019           | 서퍽         | 803,907   |
| 보스턴-우스터-프로비던스 지구 | 8,287,710 1,059,361 | 보스턴-케임브리지-뉴턴 지구 | 4,873,019           | 에식스       | 789,034   |
| 보스턴-우스터-프로비던스 지구 | 8,287,710 1,059,361 | 보스턴-케임브리지-뉴턴 지구 | 4,873,019           | 노퍽         | 706,775   |
| 보스턴-우스터-프로비던스 지구 | 8,287,710 1,059,361 | 보스턴-케임브리지-뉴턴 지구 | 4,873,019           | 플리머스     | 521,202   |
| 보스턴-우스터-프로비던스 지구 | 8,287,710 1,059,361 | 보스턴-케임브리지-뉴턴 지구 | 4,873,019           | 로킹엄       | 309,769   |
| 보스턴-우스터-프로비던스 지구 | 8,287,710 1,059,361 | 보스턴-케임브리지-뉴턴 지구 | 4,873,019           | 스트래퍼드   | 130,633   |
| 보스턴-우스터-프로비던스 지구 | 8,287,710 1,059,361 | 프로비던스-워릭 지구        | 1,624,578 1,059,361 | 프로비던스   | 638,931   |
| 보스턴-우스터-프로비던스 지구 | 8,287,710 1,059,361 | 프로비던스-워릭 지구        | 1,624,578 1,059,361 | 브리스틀     | 565,217   |
| 보스턴-우스터-프로비던스 지구 | 8,287,710 1,059,361 | 프로비던스-워릭 지구        | 1,624,578 1,059,361 | 켄트         | 164,292   |
| 보스턴-우스터-프로비던스 지구 | 8,287,710 1,059,361 | 프로비던스-워릭 지구        | 1,624,578 1,059,361 | 워싱턴       | 125,577   |
| 보스턴-우스터-프로비던스 지구 | 8,287,710 1,059,361 | 프로비던스-워릭 지구        | 1,624,578 1,059,361 | 뉴포트       | 82,082    |
| 보스턴-우스터-프로비던스 지구 | 8,287,710 1,059,361 | 프로비던스-워릭 지구        | 1,624,578 1,059,361 | 브리스틀     | 48,479    |
| 보스턴-우스터-프로비던스 지구 | 8,287,710 1,059,361 | 우스터 지구                 | 947,404             | 우스터       | 830,622   |
| 보스턴-우스터-프로비던스 지구 | 8,287,710 1,059,361 | 우스터 지구                 | 947,404             | 윈덤         | 116,782   |
| 보스턴-우스터-프로비던스 지구 | 8,287,710 1,059,361 | 맨체스터-내슈아 지구        | 417,025             | 힐즈버러     | 417,025   |
| 보스턴-우스터-프로비던스 지구 | 8,287,710 1,059,361 | 반스터블타운 지구           | 212,990             | 반스터블     | 212,990   |
| 보스턴-우스터-프로비던스 지구 | 8,287,710 1,059,361 | 콩코드 지구                 | 151,391             | 메리맥       | 151,391   |
| 보스턴-우스터-프로비던스 지구 | 8,287,710 1,059,361 | 라코니아 지구               | 61,303              | 벨크냅       | 61,303    |
| 로드아일랜드                  | 로드아일랜드        | 로드아일랜드                | 로드아일랜드        | 로드아일랜드 | 1,059,361 |

## 참고
- 인구 수는 2019년 기준이며 단위는 '명'이다.
- 프로비던스군은 로드아일랜드주 행정 기관들이 있는 프로비던스가 있기 때문에 굵은 글씨로 표기했다.

## 같이 보기
- 대도시 통계 지구